# Eva Robert
Eva Rowe Robert (* 1912; † 20. November 2007 in Cowes) war eine australische Badmintonspielerin. 

## Karriere
Eva Robert wurde 1936 erstmals nationale Meisterin in Australien. Elf weitere Titelgewinne folgten bis 1952. 1985 wurde sie mit dem Meritorious Service Award der IBF geehrt.

## Sportliche Erfolge
| Saison | Veranstaltung              | Disziplin   | Platz | Name                        |
| ------ | -------------------------- | ----------- | ----- | --------------------------- |
| 1936   | Australische Meisterschaft | Damendoppel | 1     | Eva Robert / Ivy Hewett     |
| 1937   | Australische Meisterschaft | Damendoppel | 1     | Eva Robert / Ivy Hewett     |
| 1938   | Australische Meisterschaft | Dameneinzel | 1     | Eva Robert                  |
| 1947   | Australische Meisterschaft | Dameneinzel | 1     | Eva Robert                  |
| 1947   | Australische Meisterschaft | Damendoppel | 1     | Eva Robert / Ivy Hewett     |
| 1948   | Australische Meisterschaft | Mixed       | 1     | Bert Tonkin / Eva Robert    |
| 1948   | Australische Meisterschaft | Dameneinzel | 1     | Eva Robert                  |
| 1948   | Australische Meisterschaft | Damendoppel | 1     | Eva Robert / Ivy Hewett     |
| 1949   | Australische Meisterschaft | Dameneinzel | 1     | Eva Robert                  |
| 1951   | Australische Meisterschaft | Dameneinzel | 1     | Eva Robert                  |
| 1952   | Australische Meisterschaft | Damendoppel | 1     | Thelma Richman / Eva Robert |
| 1952   | Australische Meisterschaft | Mixed       | 1     | Cliff Cutt / Eva Robert     |